# 15-cm-sIG 33 (Sf) auf Pz. I B
Das 15-cm-schweres Infanteriegeschütz 33 (Sf) auf Fahrgestell Panzerkampfwagen I Ausf. B (15-cm-sIG 33 (Sf)) wurde im Zweiten Weltkrieg zur mobilen Feuerunterstützung der deutschen Infanterie vor Beginn des Westfeldzuges durch die Kombination des leichten Panzerkampfwagen I mit dem unveränderten Infanteriegeschütz 33 geschaffen. Hierbei wurde die schwere Waffe in einen oben und hinten offenen Aufbau gestellt, nachdem man den Panzerturm des Trägerfahrzeugs entfernt hatte. Die Wehrmacht erhielt hiermit ihre erste reguläre Artillerieselbstfahrlafette.

## Hintergrund
Im Jahr 1933 führte die Reichswehr ein neues Geschütz im Kaliber 15 cm für die Feuerunterstützung der Infanterie ein, das schwere Infanteriegeschütz 33. Die großkalibrigen Waffen waren unmittelbar in die Regimenter eingegliedert und konnten von den Einheitsführern entsprechend der Aufgabe zugeteilt werden. Nachdem die erste Ausführung der Waffe ausschließlich als bespannte Version verfügbar war, wurde angesichts der schnellen Motorisierung der Wehrmacht in den Folgejahren der Wunsch nach einer Version für den Kraftzug bald erfüllt.
Beide Varianten mussten jedoch, teils unmittelbar am Feind, abgeprotzt und in Stellung gebracht werden, bevor ein erster Schuss abgegeben werden konnte. So dauert es im Polenfeldzug meist recht lange, bis die für einen Durchbruch erforderliche Feuerunterstützung mit den leichten oder schweren Infanteriegeschützen verfügbar war. Oft musste die Artillerie dabei riskante Stellungen beziehen, die vom Gegner beschossen werden konnten, um selber eine Schusslinie zu erhalten. Umso offensichtlicher wurde dies angesichts des sehr dynamischen Gefechts der verbundenen Waffen von Panzern, Luftwaffe und motorisierter Infanterie. Der Bedarf an motorisierten Unterstützungswaffen wurde offensichtlich.

## Entwicklung

### Ausgangslage
Nach dem Abschluss des Polenfeldzuges begann eine Ruhephase («Drole de Guerre») bis zum Beginn des Westfeldzuges am 10. Mai 1940. In dieser Zeit entwickelte die deutsche Rüstungsindustrie einige technische Lösungen für diesen Feldzug. Neben Panzerjägern, Bunkerknackern wurden auch für die 7,5-cm- und die 15-cm-Infanteriegeschütze eine Lösung geschaffen. Schon Ende der 1920er-Jahre hatten Rheinmetall und Krupp für die Reichswehr an Konzepten zur Mobilisierung von Geschützen auf Kettenschlepper gearbeitet. Man ging zu dieser Zeit von den Geschützen im Kaliber 7 bis 8 cm aus, welche die Infanterie im Sturm begleiten sollte, so begann 1936 die Entwicklung des späteren Sturmgeschütz III. An eine Mobilisierung der neuen 15-cm-Waffe als Sturmwaffe dachte zu diesem Zeitpunkt niemand. Die Planung für eine motorisierte Artillerie ging seit 1935 vollständig in Richtung der 10,5-cm-Bewaffnung auf dem Fahrgestell des Panzerkampfwagens IV.
Auf der Seite der Panzerkampfwagen hatte sich in Polen bestätigt, dass der Panzerkampfwagen I, auch wenn er in den Panzerdivisionen noch benötigt wurde, im Kampf gegen gegnerische Panzer nicht bestehen und selbst von leichten Panzerabwehrwaffen zerstört werden konnte. Durch den Zulauf von Panzerkampfwagen II, III und IV im Winter 1939/40 konnten Panzer in den Divisionen ersetzt werden und wurden damit für eine andere Verwendung frei.

### Technische Lösung
Der Panzerkampfwagen I Ausf. B war das einzige Fahrgestell, das für ein Umbauprojekt in ausreichender Menge vorhanden, annähernd tragfähig genug und auch abkömmlich war. Eine klare Zuordnung der verwendeten Fahrzeuge anhand von Fahrgestellnummern ist heute nicht mehr möglich. Es kann sich um reguläre Fahrzeuge oder um Umsetzfahrgestelle gehandelt haben.
Der Umbau von 38 Fahrzeugen erfolgte bei ALKETT in Berlin ab März 1940. Turm und vorderer Aufbau wurden heruntergenommen, was aufgrund der Konzeption des Kampfwagens ohne größeren Aufwand möglich war. Das vollständige Geschütz wurde nach vorne zeigend in eine verstärkte Auflage auf den seitlichen Kettenblechen in Höhe der zweiten und dritten Laufrolle gestellt. Gesichert wurde es durch eine Fixierung des Rades an der tiefsten Stelle durch die Felgen und hinten in der Mitte durch eine senkrechte Stange durch die Protzöse des Geschützes. Zum Schutz der Mannschaft wurde nun ein dünner, genieteter Panzerkasten mit zwei Sichtluken für den Fahrer und Funker in einem Erker unterhalb des Geschützrohres von vorne aufgesetzt. Dieser Aufbau ging über die Höhe des gesamten Geschützes und hatte zwei Hauben auf den Seiten, um die über die Breite des Fahrzeugs herausragenden Radnaben der Waffe zu schützen und das hintere Viertel der Seitenplatten war klappbar. Dieser bot der Besatzung nach hinten und oben allerdings keinen Schutz.
Wenn auch in einer Kleinserie gefertigt, war der improvisierte und überhastete Ansatz, mit dem Ziel die schweren Geschütze beweglich zu machen, klar erkennbar. So wurde das Thema Munitionsversorgung nicht gelöst. Links und rechts auf den Kettenschutzblechen wurden je zwei Schuss Munition mitgeführt. Manchmal wurde auf Fotos erkennbar noch zwei weitere Schuss senkrecht im Lafettenschwanz stehend transportiert. Damit kam das Fahrzeug auf maximal sieben Schuss im Fahrzeug, wenn die Waffe geladen gefahren wurde.
Für die Wartung des Motors musste das Geschütz demontierbar bleiben.

## Einsatz
Aufgrund der geringen Stückzahl und da schon Anfang 1940 die Vorbereitungen, auch bezüglich der Aufstellung der Einheiten für diese Fahrzeuge, begonnen hatten, waren die Kompanien schon im April 1940 einsatzbereit. Durch das Gewicht des sIG 33 und der vierköpfigen Besatzung – der Panzer I war nur für zwei Mann konzipiert – kam das Fahrzeug von Beginn an und auch bei guten Straßenverhältnissen bereits an den Rand seiner Belastungs- und Leistungsfähigkeit.
Für den Einsatz während des Westfeldzuges 1940 wurden Schwere Infanteriegeschützkompanien (mot. S) zu 6 schweren Infanteriegeschützen gemäß Kriegsstärkenachweis 179 vom 30. März 1940 gebildet. Diese bestanden aus drei Zügen zu je zwei Fahrzeugen, Gefechtstross, Kompanietrupp, Munitionsstaffel, Verpflegungstross, Instandsetzungsgruppe und Gepäcktross. Für die Versorgung der Selbstfahrlafetten mit Munition hatte jeder Zug vier 1-t-Zugkraftwagen (Sd.Kfz. 10) von denen zwei einen Munitionsanhänger hatten. Aufgestellt wurden die Kompanien mit den Nummern 701 bis 706. Diese wurden verschiedenen Panzerdivisionen zugeteilt.
Der Dienst an diesen Fahrzeugen war für die Soldaten gefährlich und für den Fahrer auch schwierig, da sein Platz nur schwer erreichbar war.

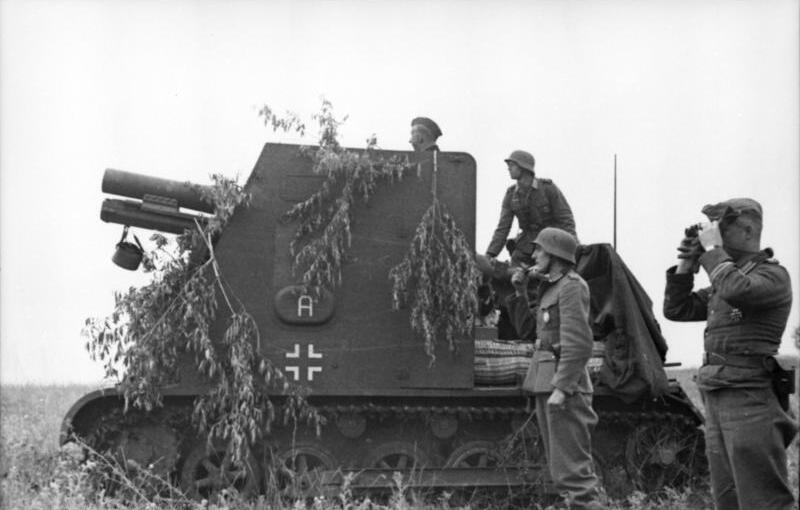
Sturmpanzer I in der Sowjetunion

- s.I.G.Kp (mot. S) 701 – 9. Panzer-Division / aufgelöst Juli 1943
- s.I.G.Kp (mot. S) 702 – 1. Panzer-Division / aufgelöst Dezember 1942
- s.I.G.Kp (mot. S) 703 – 2. Panzer-Division / aufgelöst Juli 1943 (Ende 1940 Ausrüstung auf einem Transportschiff versenkt)
- s.I.G.Kp (mot. S) 704 – 5. Panzer-Division / aufgelöst Juli 1943
- s.I.G.Kp (mot. S) 705 – 7. Panzer-Division / aufgelöst Mai 1942
- s.I.G.Kp (mot. S) 706 – 10. Panzer-Division / aufgelöst Winter 1941/42

Auch wenn die Kompanien länger bestanden, gab es im Verlauf der Kriegshandlungen Fahrzeugverluste, welche nach der Zuteilung der zwei Reservefahrzeuge nicht mehr zu ersetzen waren. So dass die Aufteilung nach dem Kriegsstärkenachweis nur für den Aufstellungszeitpunkt gesichert ist. Interessant ist, dass keine weitere Serie dieser Fahrzeuge mehr gebaut wurde und dass die Stärkemeldungen der Kompanien im weiteren Verlauf des Krieges letztlich die Zuführung von 15-cm-schweren Infanteriegeschützen auf Fahrgestell Panzerkampfwagen 38 (t) belegen. Das letzte 15-cm-sIG 33 (Sf) im Bestand der Verbände wurde 1943 in der Sowjetunion gemeldet.
Die besondere Bedeutung der 15-cm-sIG 33 (Sf) liegt darin begründet, dass es zuvor kein vergleichbares Fahrzeug gab und die Einsätze der Kompanien wichtige Erkenntnisse für die Konzeption der späteren gepanzerten Fahrzeug dieser Kategorie lieferten. Die hohe Feuerkraft zusammen mit der schnellen Einsatzbereitschaft war vor allem im Häuserkampf, aber auch bei der Infanterieunterstützung, äußerst hilfreich und für den Gegner demoralisierend.

## Namensgebung
Der gelegentlich verwendete Name Sturmpanzer I „Bison“ ist in zeitgenössischen Unterlagen nicht zu finden.

## Technische Daten
- Gewicht: 8,5 t
- Motor: Maybach 100 PS
- Geschwindigkeit: 35 km/h
- Bewaffnung: 15 cm sIG L/12
- Panzerung: 15 mm vorn, 10 mm seitlich
- Besatzung: 4 Mann (Geschützführer, Fahrer, Richtschütze und Ladeschütze)
- Baujahr: 1939–1940
- Stückzahl: 38

## Einzelnachweise

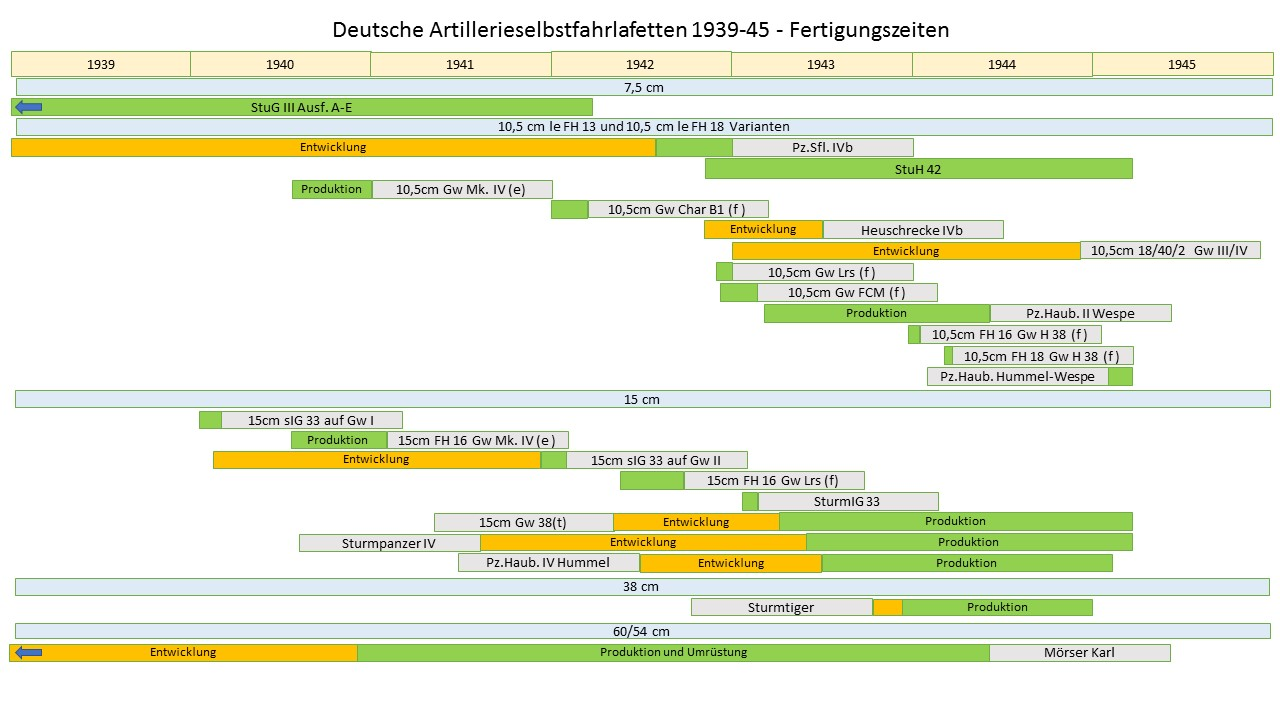